# Lee Soo-hyuk
Lee Soo-hyuk (tiếng Hàn: 이수혁) tên khai sinh là Lee Hyuk Soo là một nam người mẫu, diễn viên nổi tiếng người Hàn Quốc.

## Sự nghiệp
Lần đầu ra mắt với tư cách là người mẫu trong show thời trang Lone Costume của nhà thiết kế Jung Wook-Jun năm 2006. Anh bước xuống đường băng của các thương hiệu thời trang nổi tiếng của quốc gia bao gồm General Idea và Song Zio, và đã chụp một số tạp chí thời trang nổi tiếng như GQ, Bazaar và Elle.Từ đây, anh sử dụng nghệ danh Lee Soo-hyuk.
Sau khi xuất hiện trong các video âm nhạc của các nhóm nhạc nữ Gavy NJ và 2NE1 vào năm 2009 và 2010, anh đã mở rộng sự nghiệp của mình sang diễn xuất. Các bộ phim của anh bao gồm loạt phim truyền hình White Christmas (2011), What Up (2011), Vampire Idol (2011-2012) và Shark (2013). Anh cũng xuất hiện trong các bộ phim The Boy from Ipanema (2010), Runway Cop (2012), và Horror Story 2 (2013).  
Lee đã được đề cập trên tạp chí thời trang trực tuyến Style Minutes là một trong "13 gương mặt nam mới nổi bật nhất" trong các tuần lễ thời trang Thu / Đông London và Paris 2013.  
Năm 2014, Lee Soo-hyuk ký hợp đồng với Star J Entertainment, rời khỏi công ty cũ SidusHQ. Sau đó, anh đóng vai nam chính thứ hai trong loạt phim hài lãng mạn truyền hình cáp "High School King of Savvy" và "Valid Love" của đài tvN. Năm 2015, Lee được chọn vào drama cổ trang Thư sinh bóng đêm, dựa trên webtoon cùng tên.  Vào năm 2016, Lee đã đóng vai nhân vật phụ trong bộ phim Local Hero của OCN, Những bộ phim hài lãng mạn của MBC: Lucky Romance và Sweet Stranger and Me.  
Vào tháng 3 năm 2017, Lee ký hợp đồng và gia nhập YG Entertainment.  
Vào ngày 10 tháng 8 năm 2017 Lee bắt đầu nghĩa vụ quân sự bắt buộc của mình. Sau khóa huấn luyện quân sự cơ bản, anh sẽ tiếp tục phục vụ với tư cách là một sĩ quan phục vụ công cộng trong hai năm.  
Vào ngày 17 tháng 7 năm 2019 Lee Soo-hyuk đã hoàn thành xong nghĩa vụ quân sự của mình. Ngay sau đó anh đã tham gia vào dự án phim điện ảnh "Pipeline" của đạo diễn Yoo Ha. Quá trình quay phim kết thúc vào cuối năm 2019, bộ phim được lên kế hoạch phát hành vào năm 2020, nhưng việc phát hành đã bị hoãn lại đến ngày 26 tháng 5 năm 2021 mới công chiếu do sự bùng phát của đại dịch COVID-19.
Năm 2021,anh diễn xuất trong phim truyền hình giả tưởng "Một ngày nọ kẻ hủy diệt gõ cửa nhà tôi" của đài tvN cùng với Seo In-guk, Park Bo-young, Kang Tae-oh và Shin Do-hyun.

## Sự nghiệp diễn xuất

### Phim truyền hình
| Năm  | Drama                                   | Vai Trò                      | Đài  | Chú thích                |
| ---- | --------------------------------------- | ---------------------------- | ---- | ------------------------ |
| 2011 | White Christmas                         | Yoon Soo                     | KBS2 |                          |
| 2011 | Deep Rooted Tree                        | Yoon Pyeong                  | SBS  |                          |
| 2011 | What's Up                               | Lee Soo-bin                  | MBN  |                          |
| 2011 | Vampire Idol                            | Mukadil Kejua/Soo-hyuk       | MBN  | [ 3 ]                    |
| 2013 | Shark                                   | Kim Soo-hyun                 | KBS2 |                          |
| 2014 | High School King of Savvy               | Yoo Jin-woo                  | tvN  |                          |
| 2014 | Valid Love                              | Kim Joon                     | tvN  |                          |
| 2015 | The Scholar Who Walks the Night         | Gwi                          | MBC  |                          |
| 2016 | Local Hero                              | Choi Chan-gyu                | OCN  |                          |
| 2016 | Lucky Romance                           | Choi Gun-wook                | MBC  |                          |
| 2016 | Sweet Stranger and Me                   | Kwon Duk-bong                | KBS2 |                          |
| 2017 | I'm Sorry, I Love You: Gomen, Aishiteru | Baek Rang (Cameo)            | TBS  |                          |
| 2020 | Born Again                              | Cha Hyung-bin / Kim Soo-hyuk | KBS2 | [ 4 ] [ 5 ]              |
| 2020 | Xin chào, tôi ơi!                       | Cảnh sát (Cameo)             | KBS2 | [ 6 ]                    |
| 2021 | Một ngày nọ kẻ hủy diệt gõ cửa nhà tôi  | Cha Joo Ik                   | tvN  | [ 7 ] [ 8 ] [ 9 ] [ 10 ] |
| 2022 | Ngày Mai (Tomorrow)                     | Park Joong Gil               |      |                          |

### Phim điện ảnh
| Năm  | Movie                | Vai Trò                       | Chú thích |
| ---- | -------------------- | ----------------------------- | --------- |
| 2006 | My Boss, My Teacher  | Sinh viên (năm thứ ba, lớp 8) |           |
| 2010 | The Boy from Ipanema | Con trai                      |           |
| 2012 | Runway Cop           | Kim Sun-ho                    |           |
| 2013 | Horror Stories 2     | Sung-kyun                     |           |
| 2021 | Pipeline             | Geon-woo                      | [ 11 ]    |

### Chương trình tạp kỹ
| Năm  | Chương trình                   | Vai trò   | Kênh           | Ghi Chú |
| ---- | ------------------------------ | --------- | -------------- | ------- |
| 2007 | Seven Models - Special Edition |           | Channel Dong-A |         |
| 2011 | Strong Heart                   |           |                | tập 134 |
| 2013 | Style Log                      | Khách mời | OnStyle        |         |

### Video Âm nhạc
| Năm  | Tên Bài Hát       | Nghệ sĩ | Ngày phát hành   | Chú thích |
| ---- | ----------------- | ------- | ---------------- | --------- |
| 2009 | Monorail of Night | Xxx     |                  |           |
| 2009 | A Love Story      | Gavy NJ | 30 tháng 3, 2011 | [ 12 ]    |
| 2010 | It Hurts          | 2NE1    | 1 tháng 11, 2010 | [ 13 ]    |
| 2012 | Whoz That Girl    | EXID    | 15 tháng 2, 2012 | [ 14 ]    |
| 2013 | Falling in Love   | 2NE1    | 7 tháng 7, 2013  | [ 15 ]    |

## Giải thưởng và đề cử
| Năm  | Giải thưởng                                               | thể loại                         | Đề cử công việc   | Kết quả   | Chú thích |
| ---- | --------------------------------------------------------- | -------------------------------- | ----------------- | --------- | --------- |
| 2007 | Hiệp hội nhiếp ảnh gia thời trang Hàn Quốc                | Mẫu ảnh mới tốt nhất             | Không có          | Đoạt giải | [ 16 ]    |
| 2008 | Giải thưởng Thiên nga ăn mặc đẹp nhất Hàn Quốc lần thứ 25 | Mặc đẹp nhất, hạng mục người mẫu | Không có          | Đoạt giải |           |
| 2014 | Giải thưởng Thiên nga ăn mặc đẹp nhất Hàn Quốc lần thứ 29 | Mặc đẹp nhất, hạng mục diễn viên | Không có          | Đoạt giải | [ 17 ]    |
| 2015 | Giải thưởng phim truyền hình MBC                          | Nam diễn viên mới xuất sắc nhất  | Thư sinh bóng đêm | Đoạt giải | [ 18 ]    |